# Glock 23
Die Glock 23 ist eine Selbstladepistole im Kaliber .40 S&W der Firma Glock. Die Waffe kann mit einem Magazin von 10 bis 22 Patronen ausgestattet werden, wobei das Standardmagazin 13 Patronen fasst.
Es gibt die Glock 23 auch – so wie andere Glockmodelle – als Glock 23C (Compensator). Der Kompensator ist integraler Bestandteil der Waffenkonstruktion. Durch die in den Lauf erodierten Kompensatorbohrungen und den Fortsatz dieser Bohrungen durch den Schlitten wird ein Teil der sich bei der Schussabgabe ausdehnenden Gase nach oben abgeleitet, was das Hochschlagen der Waffe als Teil des Rückstoßes vermindert. Der Nachteil der Kompensatorkonstruktionen ist, dass durch das zum Teil nach oben geleitete Mündungsfeuer – besonders in Nachtsituationen – der Schütze geblendet werden kann und somit die Verwendung durch Militär, Polizei etc., nur eingeschränkt möglich ist.